# Anton Wilhelm Hüffer

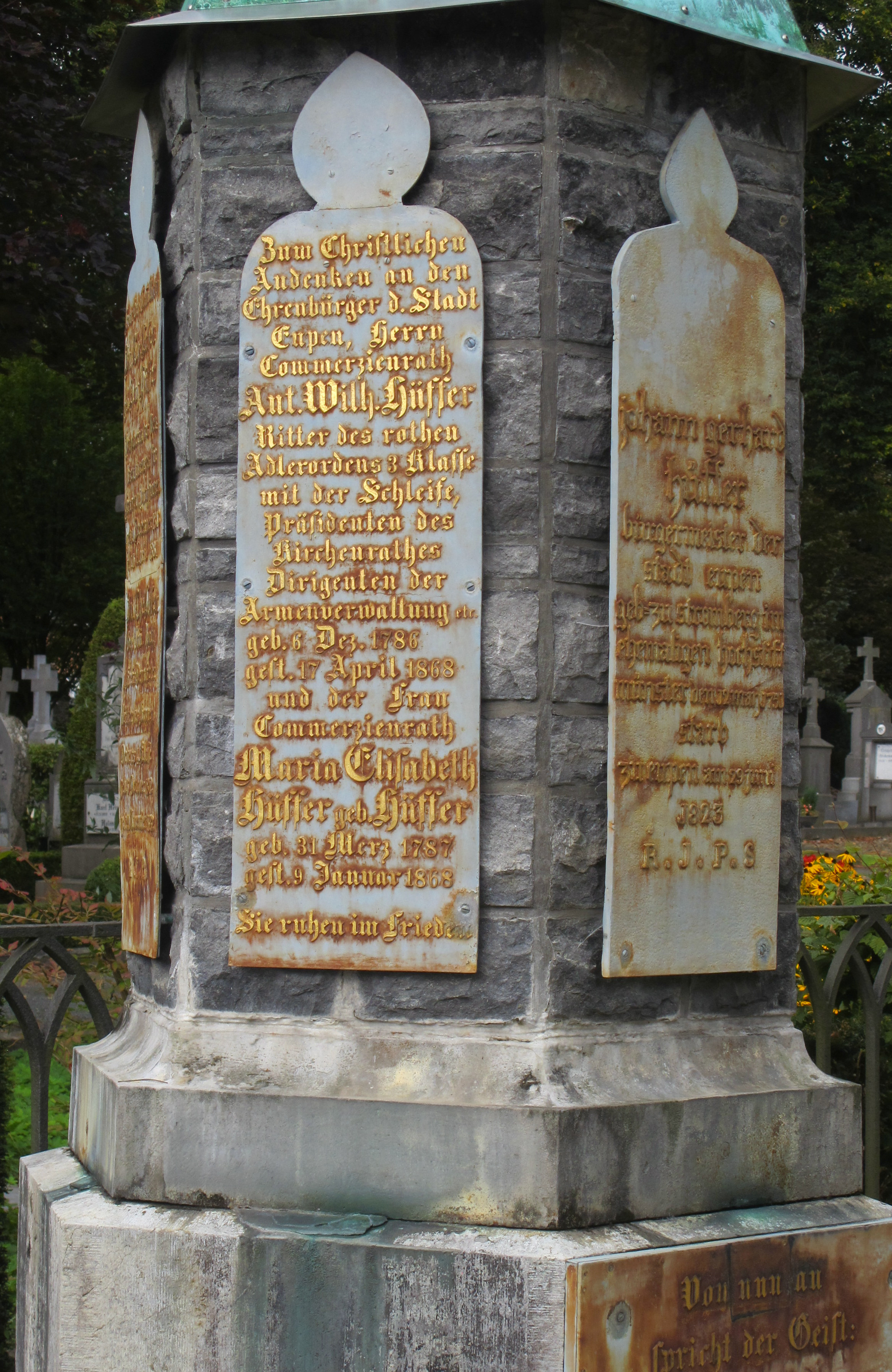
Grabplakette Anton Wilhelm Hüffer

Anton Wilhelm Hüffer (* 6. Dezember 1786 in Münster; † 17. April 1868 in Eupen) war ein deutscher Unternehmer der Textil- und Montanindustrie.

## Leben
Hüffer war Sohn des Professors für Natur- und Völkerrecht Christoph Hüffer (1755–1792) und Sophia (1760–1848), der Tochter des Verlagsbuchhändlers Anton Wilhelm Aschendorff. Sein Bruder war der Buchhändler und Politiker Johann Hermann Hüffer, sein Onkel der Benediktinerprior Heinrich Georg Hüffer.
Nach dem frühen Tod des Vaters kam Hüffer zu seinem Onkel Johann Gerhard Hüffer. Dieser war Tuchfabrikant und mehrfach Bürgermeister in Eupen. In dessen Betrieb erhielt Hüffer eine kaufmännische Ausbildung. Im Jahr 1809 heiratete er seine Cousine Elisabeth Hüffer und übernahm 1823 den Betrieb des Onkels. In Eupen baute er die Firma weiter aus und erwarb auch erheblichen Grundbesitz. Außerdem wurde er Teilhaber der Tuchfabrik „Hüffer & Morkramer“ in Eupen, dessen eigene Anteile er 1842 seinem Schwiegersohn Julius The Losen übertrug. Er gehörte zusammen mit anderen Fabrikanten aus dem Raum Aachen zu den Unterstützern für David Hansemanns Plan einer Rheinischen Eisenbahn. 
Für Hüffer bedeutete der Eisenbahnbau erhebliche unternehmerische Chancen für die Montanindustrie. Vor allem getragen von seinen Verwandten in Eupen sowie Investoren aus Aachen gründete Hüffer 1841 das Puddel- und Stahlwalzwerk T. Michiels&Co. in Eschweiler. Das Unternehmen florierte rasch, so dass bereits 1846 die Umwandlung in eine Aktiengesellschaft erfolgte. Das neue Kapital war nötig, um unter anderen leistungsfähigen Kokshochöfen zu errichten. Allerdings wurde die behördliche Genehmigung der Aktiengesellschaft erst 1852 erteilt. Daraufhin wurde von Hüffer und weiteren Geldgebern in Aachen die Phoenix anonyme Gesellschaft für Bergbau und Hüttenbetrieb gegründet. Hüffer baute unmittelbar danach für die AG ein Hochofen- und Hüttenwerk bei Ruhrort und ein Hochofenwerk in Kupferdreh auf. Die Phönix AG übernahm 1853 die Firma Michiels&Co. und 1855 auch mit französischen Kapital die Hochöfen in Bergeborbeck übernommen. Daneben erwarb die Firma Erzgruben an der Lahn, im Hunsrück und der Eifel. Hinzu kamen Erz- und Kohlevorkommen bei Essen und Velbert. 
Trotz aller Probleme war Hüffer maßgeblich an der Entwicklung der Phönixwerke als dem ersten gemischtwirtschaftlichen, vertikal gegliederten Montankonzern beteiligt. Als ein Verdienst Hüffers gilt, dass er die ideale verkehrs- und wirtschaftsgeographische Lage von Duisburg-Ruhrort erkannte. 
Über seine wirtschaftlichen Aktivitäten hinaus widmete sich Hüffer auch der Kommunalpolitik in Eupen und wurde 1859, vor allem für sein soziales Engagement, zum ersten Ehrenbürger der Stadt Eupen ernannt. Er war außerdem Mitglied des rheinischen Landtages und 1847/48 des Ersten bzw. Zweiten Vereinigten Landtages in Berlin. Dort trat er mit seinem Begehren einer „Volksrepräsentation“ hervor und machte die Wahlrechtsfrage zum Gegenstand der Debatten. Er verlangte von einer neuen „ständischen Verfassung“ insbesondere eine Begünstigung von Handel und Gewerbe. Ziel war es so eine parlamentarische Basis für ein weiteres wirtschaftliches Wachstum zu erhalten. 
Für seine Verdienste wurde Hüffer mit dem Roten Adlerorden der 3. Klasse mit Schleife ausgezeichnet.